# Harmonische Analyse
Die (abstrakte) harmonische Analyse oder (abstrakte) harmonische Analysis ist die Theorie der lokalkompakten Gruppen und ihrer Darstellungen.
Auf beliebigen lokalkompakten Gruppen gibt es ein zum Lebesgue-Maß auf den reellen Zahlen analoges Maß, das sogenannte Haar-Maß.
Bezüglich dieses Maßes lässt sich – je nach zusätzlichen Eigenschaften der Gruppe, insbesondere bei kommutativen Gruppen – die Theorie der Fourier-Analysis übertragen.
Das führt zu wichtigen Erkenntnissen über lokalkompakte Gruppen. Dieser Artikel legt den Schwerpunkt auf die Darstellung der Verallgemeinerungen der klassischen Situation in den reellen Zahlen.

## Lokalkompakte Gruppen
Eine lokalkompakte Gruppe ist eine topologische Gruppe, die eine lokalkompakte Topologie trägt. Beispiel dafür sind:
- Die reellen Zahlen {\displaystyle \mathbb {R} } mit der Addition als Gruppenverknüpfung bilden mit dem Lebesgue-Maß als Haar-Maß den Prototyp der Theorie.
- Der {\displaystyle {\mathbb {R} }^{n}} mit der Addition und dem n-dimensionalen Lebesgue-Maß ist eine einfache Verallgemeinerung des ersten Beispiels.
- Jede Gruppe mit der diskreten Topologie ist lokalkompakt. Das Haar-Maß ist das Zählmaß.
- Die Kreislinie {\displaystyle {\mathbb {T} }=\{z\in {\mathbb {C} };|z|=1\}} ist mit der Multiplikation als Gruppenverknüpfung eine kompakte Gruppe. Das Haar'sche Maß ist das Bildmaß der Abbildung {\displaystyle [0,1]\rightarrow {\mathbb {T} },\,x\mapsto e^{2\pi ix}}, wobei auf [0,1] das Lebesgue-Maß gegeben ist. Diese Gruppe spielt im weiteren Verlauf eine wichtige Rolle.
- Die Gruppe {\displaystyle \mathrm {GL} (n,{\mathbb {R} })} der invertierbaren {\displaystyle n\times n}-Matrizen mit der Matrizenmultiplikation ist ein Beispiel für eine nicht-kommutative lokalkompakte Gruppe. Die Angabe des Haar-Maßes verlangt fortgeschrittene Integrationskenntnisse. Ist {\displaystyle \lambda } das Lebesgue-Maß auf dem {\displaystyle {\mathbb {R} }^{n^{2}}}, so ist durch {\displaystyle \textstyle \mu (A)=\int _{A}{\frac {1}{|\det(X)|^{n}}}d\lambda (X)} ein Haar-Maß gegeben. Im allgemeinen nicht-kommutativen Fall muss man zwischen Links- und Rechts-Haarmaß unterscheiden, in diesem Beispiel ist das noch nicht erforderlich.

## Die Banachalgebra L1(G)
Ist {\displaystyle \lambda } das Haar-Maß auf der lokalkompakten abelschen Gruppe G, so kann man bzgl. dieses Maßes den Raum L1(G) bilden. Es ist der Banachraum der komplexwertigen L1-Funktionen, wobei fast überall übereinstimmende Funktionen in üblicher Weise identifiziert werden.
Wie im Falle der reellen Zahlen definiert die Faltung
{\displaystyle f*g(x):=\int _{G}f(y)g(x-y)d\lambda (y),\,\,f,g\in L^{1}(G)}
eine Multiplikation, die {\displaystyle L^{1}(G)} zu einer kommutativen Banachalgebra macht. Dabei wurde die Verknüpfung auf G additiv geschrieben, {\displaystyle x-y=x+(-y)} ist in G zu berechnen! Durch die Formel
{\displaystyle f^{*}(x)\,=\,{\overline {f(-x)}}}
wird eine isometrische Involution auf der Banachalgebra definiert. Mit ähnlichen Formeln kann man auch im nicht-kommutativen Fall eine Banachalgebra {\displaystyle L^{1}(G)} definieren; das ist im Artikel Gruppen-C*-Algebra ausgeführt.
Wie bei der Gruppenalgebra der algebraischen Darstellungstheorie von Gruppen, lassen sich Darstellungen auf lokalkompakten Gruppen auf natürliche Weise in Algebrendarstellungen von {\displaystyle L^{1}(G)} übersetzen und umgekehrt. Dieser Übergang ist auch wesentlich für die Definition der Fouriertransformation.

## Abelsche Gruppen

### Dualgruppe
Sei {\displaystyle G} eine abelsche lokalkompakte Gruppe. Ein stetiger Gruppenhomomorphismus {\displaystyle \chi \colon G\rightarrow \mathbb {T} } heißt ein Charakter von {\displaystyle G}.
Die Menge aller Charaktere wird mit {\displaystyle {\widehat {G}}} bezeichnet.
Mit der Multiplikation {\displaystyle (\chi \cdot \psi )(a):=\chi (a)\psi (a)} wird {\displaystyle {\widehat {G}}} zu einer Gruppe.
Mit der Topologie der kompakten Konvergenz wird {\displaystyle {\widehat {G}}} sogar zu einer lokalkompakten abelschen Gruppe, die man daher auch als Dualgruppe von {\displaystyle G} bezeichnet. Wir betrachten einige Beispiele:
- Jeder Charakter {\displaystyle \chi \colon \mathbb {R} \rightarrow \mathbb {T} } hat die Gestalt {\displaystyle \chi _{z}(x)=e^{ixz}} für ein {\displaystyle z\in \mathbb {R} }. Identifiziert man {\displaystyle \chi _{z}} mit {\displaystyle z}, so hat man also {\displaystyle {\widehat {\mathbb {R} }}\cong {\mathbb {R} }}, zumindest als Mengen. Man kann zeigen, dass diese Identifizierung auch im Sinne lokalkompakter Gruppen in Ordnung geht.
- Jeder Charakter {\displaystyle \chi \colon \mathbb {Z} \rightarrow \mathbb {T} } ist von der Form {\displaystyle \chi _{z}(n)=z^{n}} für ein {\displaystyle z\in \mathbb {T} }. In diesem Sinne hat man also {\displaystyle {\widehat {\mathbb {Z} }}\cong \mathbb {T} }.
- Die Charaktere {\displaystyle \chi \colon \mathbb {T} \rightarrow \mathbb {T} } sind {\displaystyle \chi _{n}(z)=z^{n}} für {\displaystyle n\in \mathbb {Z} }, was zur Dualität {\displaystyle {\widehat {\mathbb {T} }}\cong \mathbb {Z} } führt.

Das letzte Beispiel verhält sich ‚invers‘ zum vorangegangenen. Das ist kein Zufall, denn es gilt der folgende Dualitätssatz von Pontrjagin.

### Dualitätsatz von Pontrjagin
Ist {\displaystyle G} eine lokalkompakte abelsche Gruppe, so ist {\displaystyle {\widehat {\widehat {G}}}\cong G}.
Dieser Satz rechtfertigt den Begriff Dualgruppe, denn man kann aus der Dualgruppe die Ausgangsgruppe wieder zurückgewinnen.

### Die Fourier-Transformation
Ist {\displaystyle G} eine lokalkompakte abelsche Gruppe mit Haar-Maß {\displaystyle \lambda } und ist {\displaystyle f\in L^{1}(G)}, so heißt
{\displaystyle {\widehat {f}}\colon {\widehat {G}}\rightarrow {\mathbb {C} },\,\,{\widehat {f}}(\chi )=\int _{G}f(x){\overline {\chi (x)}}\;d\lambda (x)}
die Fourier-Transformierte von {\displaystyle f}. Im Falle {\displaystyle G=\mathbb {R} } erhält man wegen {\displaystyle {\widehat {\mathbb {R} }}\cong \mathbb {R} } die klassische Fourier-Transformation.
Viele Eigenschaften der klassischen Fourier-Transformation bleiben im abstrakten Fall erhalten. So ist z. B. {\displaystyle {\widehat {f}}} stets eine stetige Funktion auf {\displaystyle {\widehat {G}}}, die im Unendlichen verschwindet. Die Fourier-Transformation ist ein injektiver Homomorphismus {\displaystyle L^{1}(G)\rightarrow C_{0}({\widehat {G}})}.
Die Sichtweise des Physikers auf die klassische Fourier-Transformation ist die, dass eine ‚beliebige‘ Funktion als Summe (=Integral) von harmonischen Schwingungen dargestellt werden kann, denn {\displaystyle \chi _{z}(x)=e^{2\pi ixz}} löst die ungedämpfte Schwingungsgleichung. Diese Sichtweise bleibt auch im abstrakten Rahmen erhalten, die harmonischen Schwingungen müssen – zumindest im abelschen Fall – lediglich durch Charaktere ersetzt werden.
Aus diesem Grunde spricht man von abstrakter harmonischer Analyse.

### Fourier-Umkehrformel
Auch die Fourier-Umkehrformel bleibt in diesem abstrakten Rahmen erhalten. Ist G unsere lokalkompakte Gruppe mit Dualgruppe {\displaystyle {\widehat {G}}}, und ist
{\displaystyle {\widehat {\lambda }}} Haar-Maß auf der Dualgruppe, so setze man für {\displaystyle g\in L^{1}({\widehat {G}})}
{\displaystyle {\check {g}}\colon G\rightarrow {\mathbb {C} },\,\,{\check {g}}(x)=\int _{\widehat {G}}g(\chi )\chi (x)\;d{\widehat {\lambda }}(\chi )}.
Ist dann {\displaystyle f\in L^{1}(G)} derart, dass die Fourier-Transformation {\displaystyle {\widehat {f}}} in {\displaystyle L^{1}({\widehat {G}})} ist, so erhält man mittels dieser Umkehrformel aus {\displaystyle {\widehat {f}}} wieder {\displaystyle f} zurück, zumindest bis auf einen konstanten Faktor. Dieser konstante Faktor rührt daher, dass das Haar-Maß nur bis auf einen konstanten Faktor eindeutig ist. Selbst im prototypischen Fall der reellen Zahlen tritt der bekannte Faktor {\displaystyle 2\pi } auf, wenn man auf der Gruppe und der Dualgruppe das Lebesgue-Maß verwendet.

### Fourierreihen
Eine Funktion {\displaystyle F} auf der Kreisgruppe {\displaystyle \mathbb {T} } kann auf naheliegende Weise als eine {\displaystyle 2\pi }-periodische Funktion {\displaystyle f} auf {\displaystyle \mathbb {R} } aufgefasst werden, man setze dazu {\displaystyle f(x)=F(e^{ix})}. Da {\displaystyle {\widehat {\mathbb {T} }}\cong \mathbb {Z} }, ist die Fourier-Transformation von {\displaystyle F} eine Funktion auf {\displaystyle \mathbb {Z} }:
{\displaystyle {\widehat {F}}(n)={\frac {1}{2\pi }}\int _{\mathbb {T} }F(z)z^{-n}d\lambda (z)={\frac {1}{2\pi }}\int _{0}^{2\pi }f(x)e^{-inx}dx}
Wir sehen hier die Fourier-Koeffizienten von {\displaystyle f}. Die Fourier-Umkehrformel führt dann zur bekannten Fourierreihe.
Die abstrakte harmonische Analyse liefert also den Rahmen für eine gemeinsame theoretische Betrachtung sowohl der klassischen Fourier-Transformation als auch der Fourierreihen-Entwicklung.

### Gelfand-Darstellung
Sei G wieder eine lokalkompakte abelsche Gruppe mit Haar-Maß {\displaystyle \lambda }.
Die Fourier-Transformation kann auch auf folgende Weise interpretiert werden.
Jeder Charakter {\displaystyle \chi \in {\widehat {G}}} definiert durch die Formel
{\displaystyle \phi _{\chi }(f):=\int _{G}f(x){\overline {\chi (x)}}\;d\lambda (x)}
ein stetiges, lineares, multiplikatives Funktional {\displaystyle \phi _{\chi }} auf {\displaystyle L^{1}(G)}.
Die Fourier-Transformation erweist sich damit als die Gelfand-Transformation der kommutativen Banachalgebra {\displaystyle L^{1}(G)}.

## Nicht-abelsche Gruppen
Für nicht-abelsche Gruppen reicht es nicht mehr, Charaktere der Gruppe zu betrachten, stattdessen betrachtet man unitäre Darstellungen auf Hilberträumen. Sei also {\displaystyle G} eine lokalkompakte topologische Gruppe. Eine unitäre Darstellung {\displaystyle \pi } von {\displaystyle G} auf einem Hilbertraum {\displaystyle H_{\pi }} ist nun ein stetiger Gruppenhomomorphismus {\displaystyle \pi \colon G\to U(H_{\pi })}, wobei {\displaystyle U(H_{\pi })} die unitäre Gruppe bezeichne, ausgestattet mit der schwachen Operatortopologie, die in diesem Fall mit der starken Operatortopologie übereinstimmt. Existiert nun ein Unterhilbertraum {\displaystyle V} von {\displaystyle H_{\pi }}, sodass für alle {\displaystyle g\in G} noch immer {\displaystyle \pi (g)(V)\subseteq V}, so lässt sich die Darstellung auf {\displaystyle U(V)} einschränken, {\displaystyle V} heißt invarianter Teilraum der Darstellung. Eine Darstellung für die kein nicht-trivialer invarianter Teilraum existiert, heißt irreduzibel. Man wählt nun ein Vertretersystem {\displaystyle {\hat {G}}} der irreduziblen Darstellungen einer Gruppe bezüglich unitärer Äquivalenz. Im abelschen Fall entspricht dieses gerade den Charakteren. Da sich jede solche Darstellung {\displaystyle \pi } auf gewisse kanonische Weise zu einer Algebrendarstellung auf {\displaystyle L^{1}(G)} fortsetzen lässt, indem man
{\displaystyle \pi (f)=\int _{G}\pi (x)f(x)\mathrm {d} x}
in einem geeigneten Sinne von Integration setzt, lässt sich für ein {\displaystyle f\in L^{1}(G)} die Familie
{\displaystyle {\hat {f}}=(\pi (f))_{\pi \in {\hat {G}}}}
definieren, welche Fouriertransformation genannt wird.
Weitergehende Sätze der harmonischen Analyse befassen sich nun damit, wie und wann {\displaystyle {\hat {G}}} sowie der Raum der {\displaystyle {\hat {f}}} mit geeigneten Strukturen ausgestattet werden können, die von der Fouriertransformation erhalten werden (ähnlich der Aussage der Plancherelformel), wodurch sich die Fouriertransformation umkehren lässt. Ein derartiges Ergebnis für alle lokalkompakten topologischen Gruppen konnte dabei jedoch nicht erlangt werden.

### Kompakte Gruppen
Eine weitreichende Verallgemeinerung der Fouriertransformation auf kompakten Gruppen liefert der Satz von Peter-Weyl. Dieser Satz ist besonders elementar, da die Struktur von {\displaystyle {\hat {G}}} in einem gewissen Sinne „diskret“ (im abelschen kompakten Fall tatsächlich als topologischer Raum diskret) ist und {\displaystyle {\hat {f}}} einfach als orthogonale Summe von Matrizen aufgefasst werden kann.

### Plancherel-Maß für unimodulare Gruppen
In dem Fall, dass die Gruppe unimodular und zweitabzählbar ist und eine gewisse darstellungstheoretische Eigenschaft aufweist (Typ-1-Gruppe, d. h. die Gruppen-C*-Algebra ist postliminal), lässt sich {\displaystyle {\hat {G}}} mit dem Plancherel-Maß ausstatten, bezüglich dieses Maßes lässt sich ein direktes Integral der jeweiligen Räume von Hilbert-Schmidt-Operatoren bilden, als Elemente dieses Raumes können dann die Fouriertransformierten {\displaystyle {\hat {f}}} aufgefasst und rücktransformiert werden.
Bezüglich des Plancherel-Maßes können Mengen einzelner Punkte positives Maß besitzen, diese bilden die sogenannte diskrete Serie, irreduzible Teildarstellungen der regulären Darstellung der Gruppe. Dies ist etwa bei kompakten Gruppen der Fall, wodurch sich wiederum der Satz von Peter-Weyl ergibt.

### Nicht-unimodulare Gruppen
Auf nicht-unimodulare Gruppen ist die Rücktransformation auf dieselbe Weise nicht mehr möglich. Abhilfe schaffen hier in einigen Fällen spezielle semi-invariante Operatoren, das sind bestimmte, im Allgemeinen nur dicht definierte und unbeschränkte, positive, selbstadjungierte abgeschlossene Operatoren, mit denen die {\displaystyle \pi (f)} auf solche Weise skaliert werden, dass sich {\displaystyle {\hat {G}}} wiederum mit dem Plancherel-Maß ausstatten lässt, die Fouriertransformierten eine Hilbertraumstruktur erhalten und eine Rücktransformation möglich wird. Diese semi-invarianten Operatoren ersetzen die (äquivarianten) Konstanten, die im unimodularen Fall zur Skalierung notwendig sind, und werden Duflo-Moore-Operatoren oder formal degree operators genannt.